# Occupy Germany

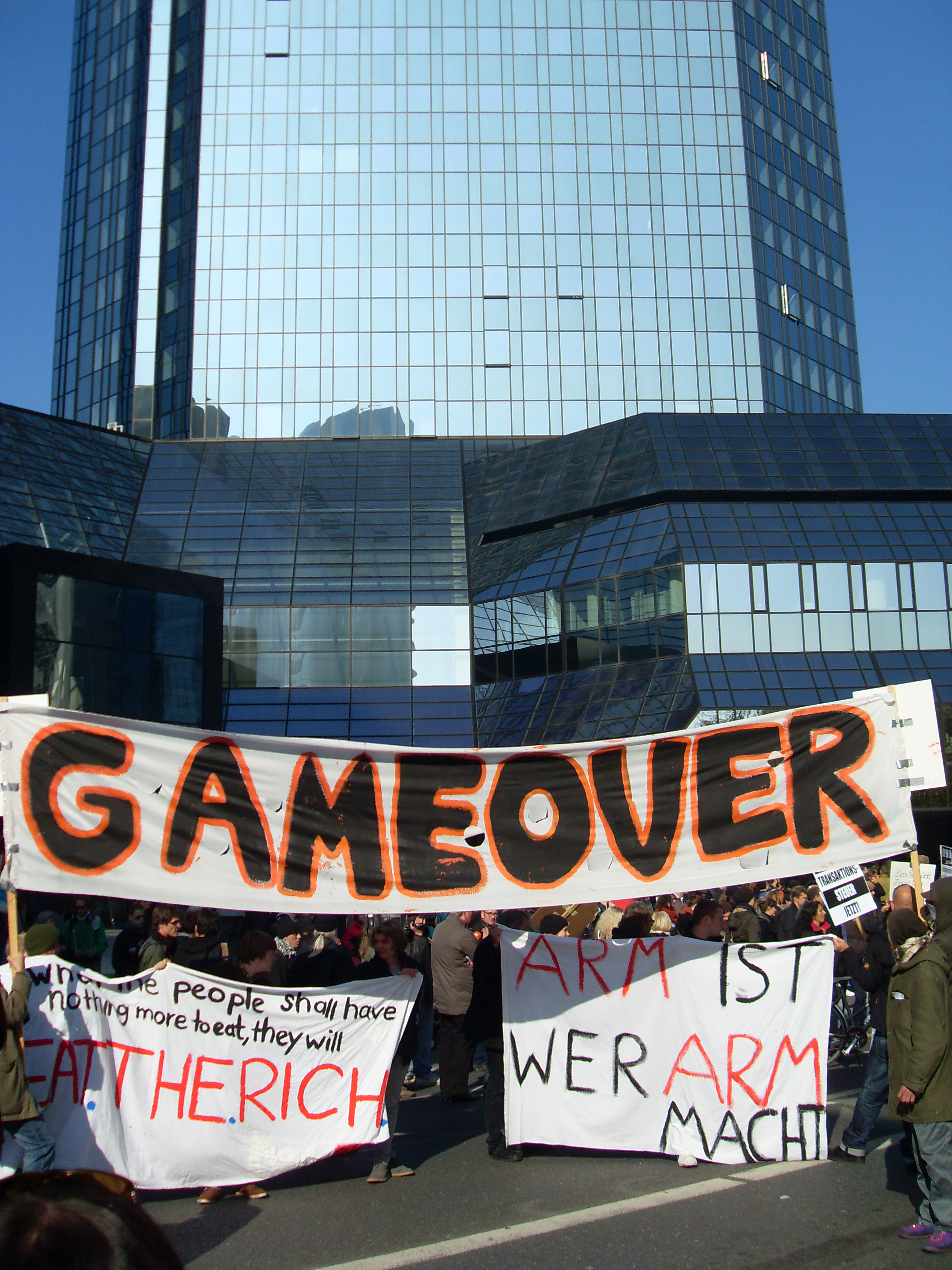
Occupy Frankfurt; Demonstration am 22. Oktober 2011 vor der Zentrale der Deutschen Bank

Occupy Germany (englisch für „Besetzt Deutschland“) war von 2011 bis 2013 der kurzlebige deutsche Teil der Occupy-Bewegung und der Oberbegriff für Occupy-Initiativen in Deutschland. Bereits kurz nach den medialen Erfolgen wurde es still um Occupy. Die Bewegung entwickelte keine auf Dauer angelegten Strukturen.
Vorbild von Occupy Germany war die US-amerikanische Occupy-Wall-Street-Bewegung, die von Mitte September bis Mitte November 2011 den New Yorker Zuccotti Park in der Nähe der Wall Street besetzt hielt. Die Occupy-Initiativen forderten beispielsweise, dass soziale Ungleichheiten, Spekulationsgeschäfte von Banken und der Einfluss der Wirtschaft auf die Politik bekämpft werden sollten. Konkrete Forderungen der heterogenen Bewegung fehlten jedoch. Die Demonstrierenden sahen sich als Stellvertretende der unteren 99 %, die den reichsten 1 % der Bevölkerung gegenüberstehen.

## Eigendarstellung
Occupy Germany stellte sich auf seiner Website als eine vor allem über das Internet verknüpfte Bewegung ohne Hierarchien oder Anführer dar, was den Unterschied etwa zu einer Partei oder sonstigen Organisation ausmache. Man sei überzeugt, über grundlegende Probleme im wirtschaftlichen, politischen und gesellschaftlichen System informieren und diskutieren zu müssen, was das untereinander verbindende Moment darstelle. Occupy Germany wolle aufklärerisch tätig werden, nach Lösungsansätzen suchen und „durch den Druck der Masse der Bevölkerung“ auf Veränderungen hinwirken. Die gesellschaftlichen Regeln müssten neu überdacht werden.

## Besonderheit der Situation in Deutschland
Der Ökonom Thomas Straubhaar verneinte eine dauerhafte Chance für die deutsche Occupy-Bewegung, da die Rahmenbedingungen mit einem ausgebauten Sozialstaat, geringerer Arbeitslosigkeit und minimaler Inflation für den durchschnittlichen deutschen Bürger besser seien als im Ursprungsland der Bewegung, den Vereinigten Staaten. Auch der Politikwissenschaftler Lothar Probst betonte diese internationalen Unterschiede und die „relativ stabile“ Situation in Deutschland. Die Wirtschaftskrise habe den Alltag der Menschen nicht so dramatisch wie in anderen Ländern erreicht. Stefan Ellinghaus, stellvertretender Leiter der Bremer Landeszentrale für politische Bildung, schloss sich dieser Einschätzung an. Der Protest müsse weitere Bevölkerungsschichten erreichen, um die gleiche Intensität wie in den USA oder Spanien zu entwickeln.

## Occupy Germanyin Städten

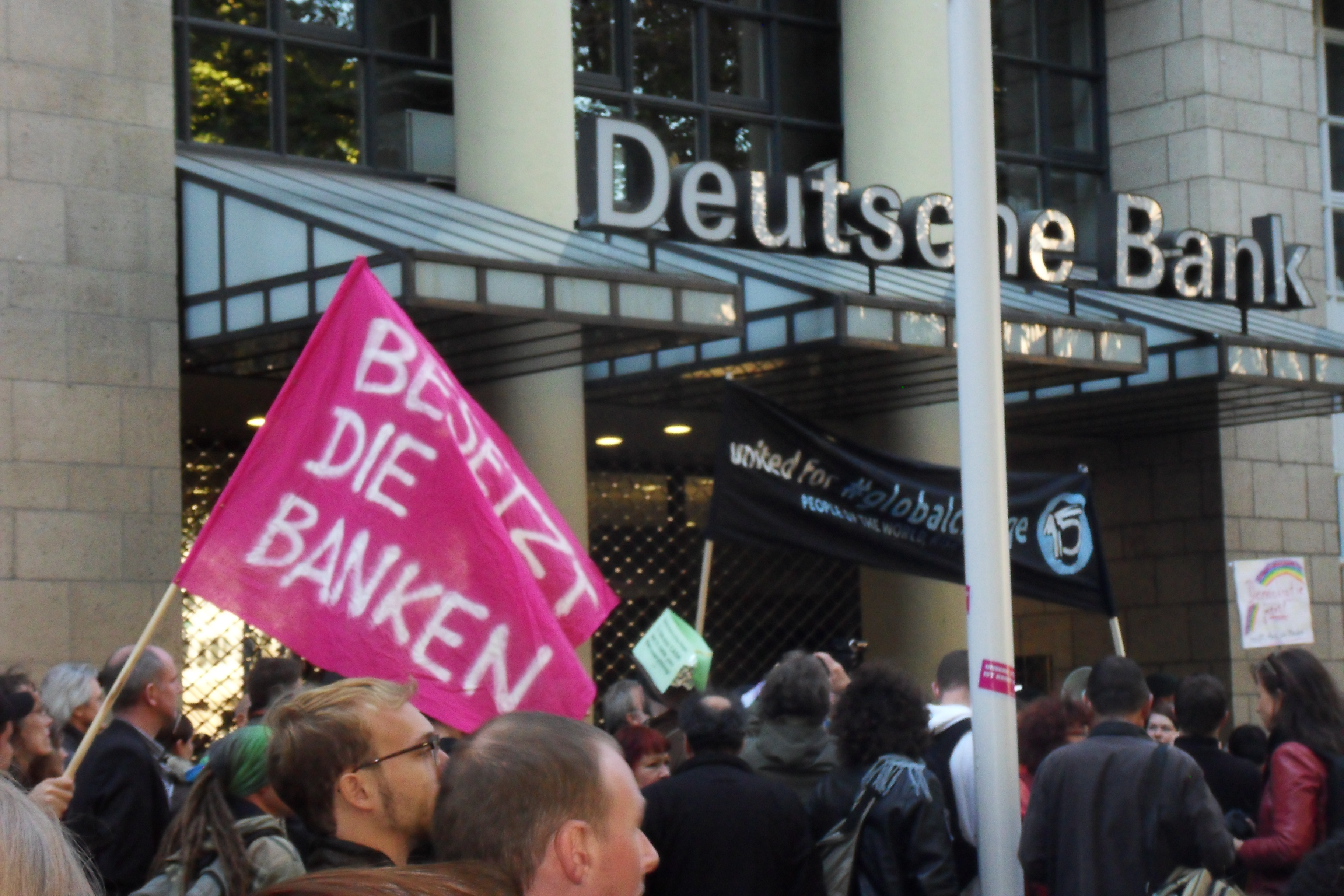
Occupy Düsseldorf; Demonstration am 15. Oktober 2011

Mitte Oktober 2011 gab es deutschlandweit Occupy-Initiativen in: Frankfurt am Main, Berlin, Hamburg, München, Düsseldorf, Karlsruhe, Saarbrücken, Köln, Nürnberg, Oldenburg, Erfurt, Heidelberg, Lübeck, Aachen, Bremen, Kiel, Osnabrück, Bonn, Münster, Bochum, Dresden, Zeulenroda, Hannover und Stuttgart sowie zehn weiteren Städten oder Regionen. Die Teilnehmerzahlen in den einzelnen Städten sind zunächst ungenau oder unbekannt, da es auch Online-Aktivisten und Befürworter gibt, die nicht zwangsläufig auch an den Protesten auf der Straße beteiligt sein müssen. Über die Teilnehmerzahlen der Demonstrationen liegen jedoch Schätzungen sowohl der Polizei als auch der Veranstalter vor.

## Verlauf der Demonstrationen

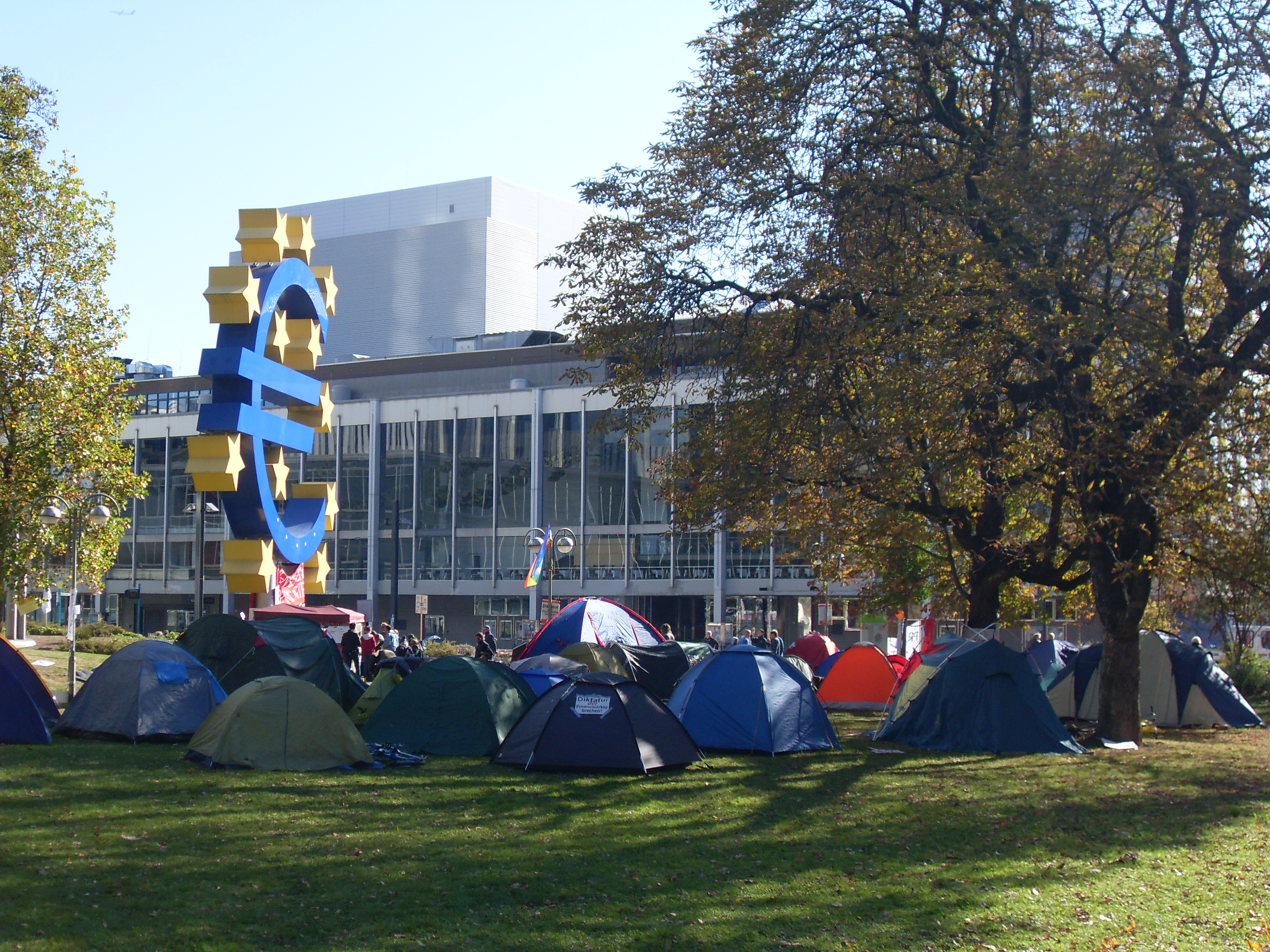
Zeltende Demonstranten auf dem Platz vor der EZB in Frankfurt am Main am 16. Oktober 2011

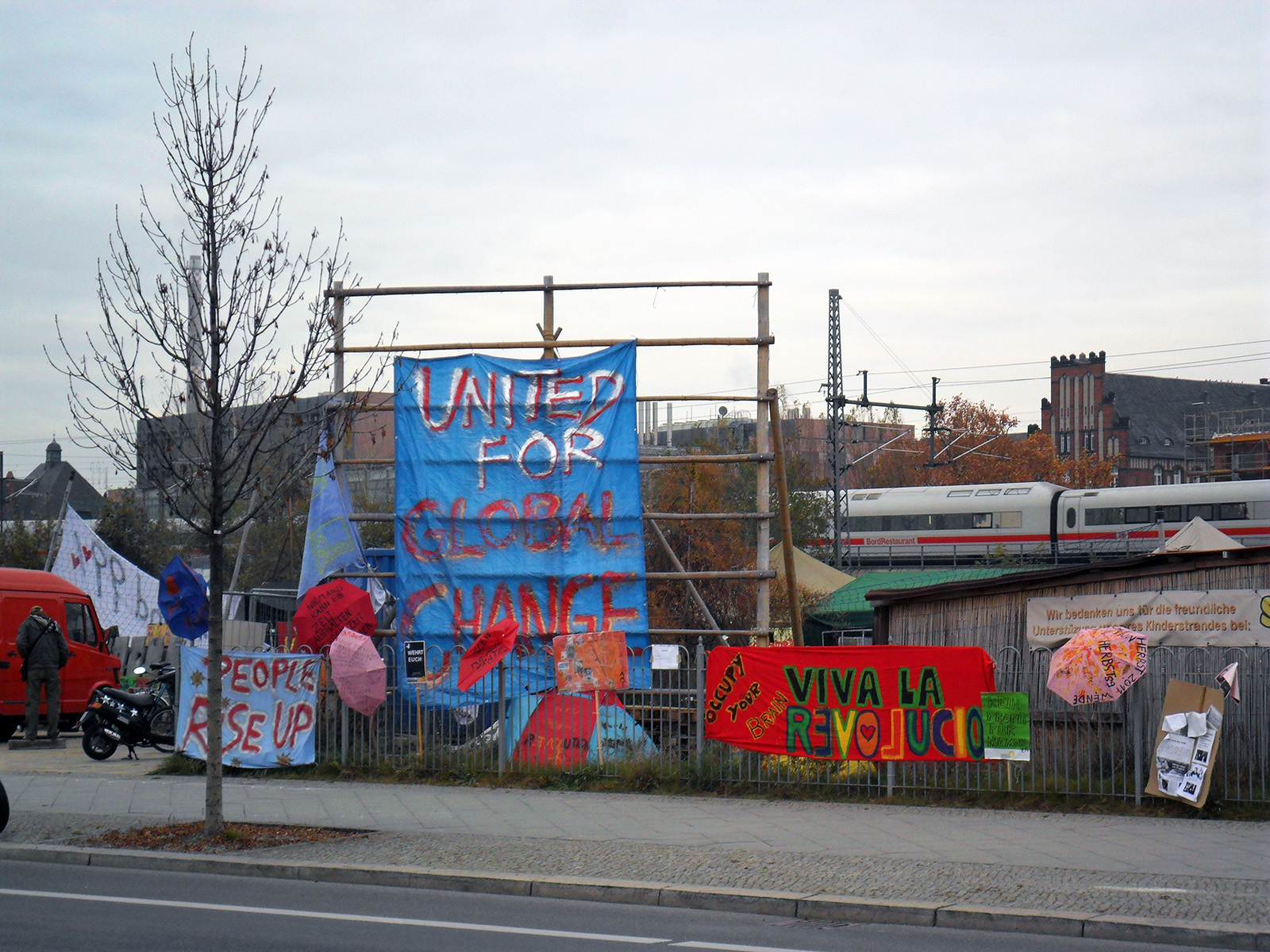
Occupy-Camp am Berliner Kapelle-Ufer am 19. November 2011

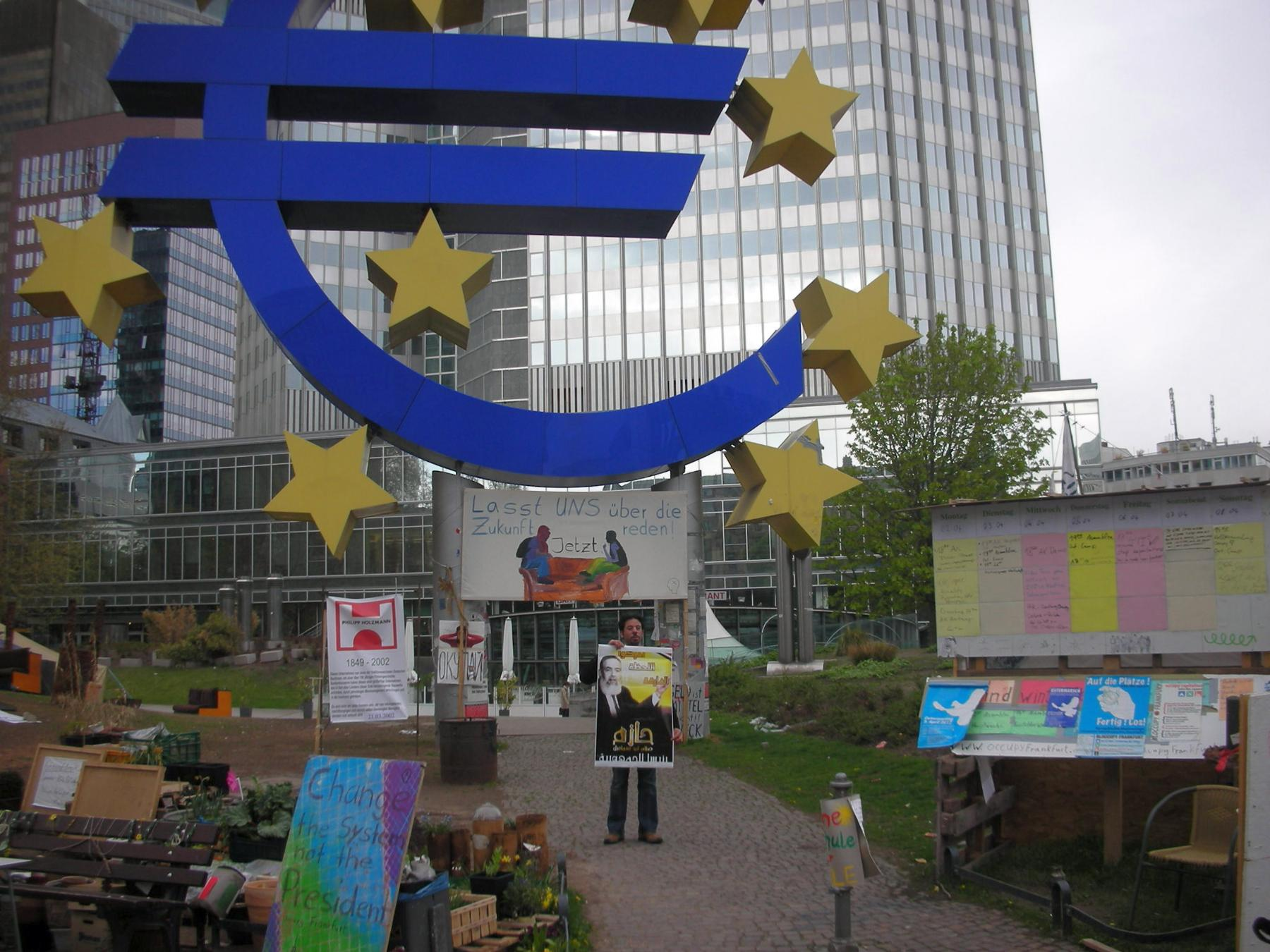
Protest Occupy in Frankfurt

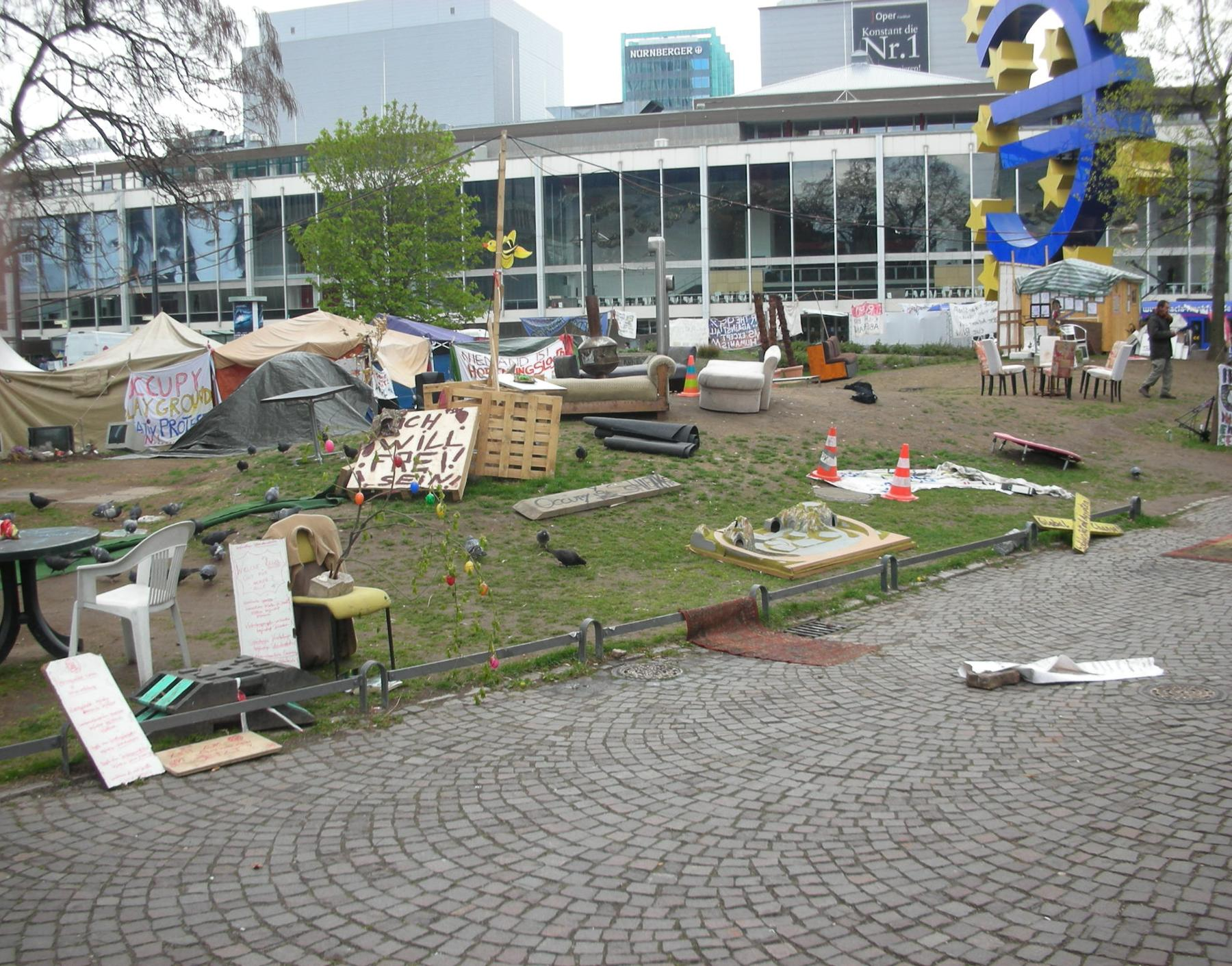
Detail Occupy Frankfurt

Als Zentrum der Proteste in Deutschland kristallisierte sich die Bankenmetropole Frankfurt am Main, Sitz verschiedener Bankenzentralen, der Frankfurter Wertpapierbörse und der Europäischen Zentralbank heraus. Dem Politikwissenschaftler Michael Zürn zufolge zeigt dies den Wandel der weltweiten Protestkultur, die sich nicht mehr gegen die nationalen Regierungen, sondern gegen übernationale Regelungen und Institutionen richtete.
Demonstrationen fanden am 15. Oktober 2011, einem auf die spanische Bewegung Democracia Real Ya zurückgehenden internationalen Aktionstag, außerdem in Berlin, Hamburg, München, Köln, Düsseldorf und Stuttgart statt. Bundesweit nahmen etwa 40.000 Menschen in 50 Städten daran teil. In Frankfurt am Main zogen rund 5000 Demonstranten vor das Gebäude der Europäischen Zentralbank und etwa 150 von ihnen begannen, auf unbestimmte Zeit dort ein Zeltlager einzurichten (es wurde vom 16. Mai 2012 bis zum 20. Mai vorübergehend und friedlich von der Polizei geräumt).
In Hamburg wurde im Anschluss an eine Demonstration mit 2000 Teilnehmern ein Protestcamp gegenüber der HSH Nordbank begonnen. In Berlin zogen zwischen 5.000 und 10.000 Menschen vor das Kanzleramt. Auch hier wurde neben der Parochialkirche ein Zeltlager eingerichtet. Ein weiteres Camp am Berliner Bundespressestrand entstand drei Wochen später und wurde auf Betreiben der Eigentümerin des Geländes, der Bundesanstalt für Immobilienaufgaben, am 9. Januar 2012 aufgelöst. In Köln demonstrierten etwa 1500 Menschen, in Düsseldorf etwa 1000, ebenso viel in Leipzig. Auch in den Städten Aachen, Bochum, Dortmund, Minden, Bielefeld, Paderborn und Solingen gab es Demonstrationen.
Eine Woche später wiederholten sich unmittelbar vor einem Gipfeltreffen des Europäischen Rates die Demonstrationen. In Frankfurt, Berlin, Köln, Düsseldorf und anderen Städten versammelten sich zwischen 7.500 und 10.000 Teilnehmer. Schwerpunkt der Proteste war in Deutschland wiederum Frankfurt mit mindestens 4.000 Teilnehmern.
Am 29. Oktober kam es, unter geringerer Beteiligung als in den Wochen zuvor, erneut zu Demonstrationen in Frankfurt, Berlin und Düsseldorf. Auch in der vierten Woche, am 5. November, ging vom Frankfurter Camp eine Demonstration mit etwa 1200 Teilnehmern aus.

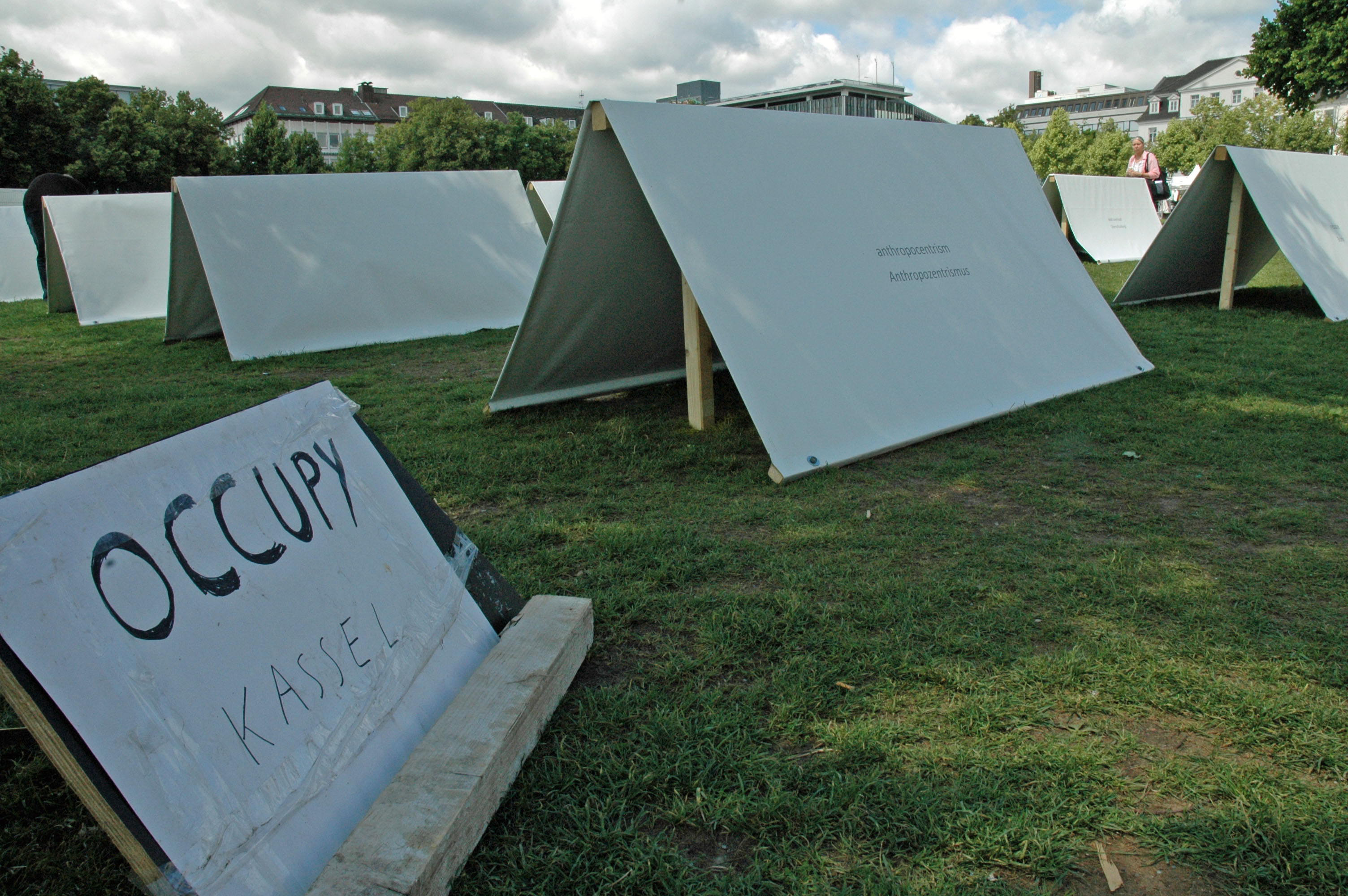
Occupy-Aktion bei der Dokumenta am 9. Juli 2012 in Kassel

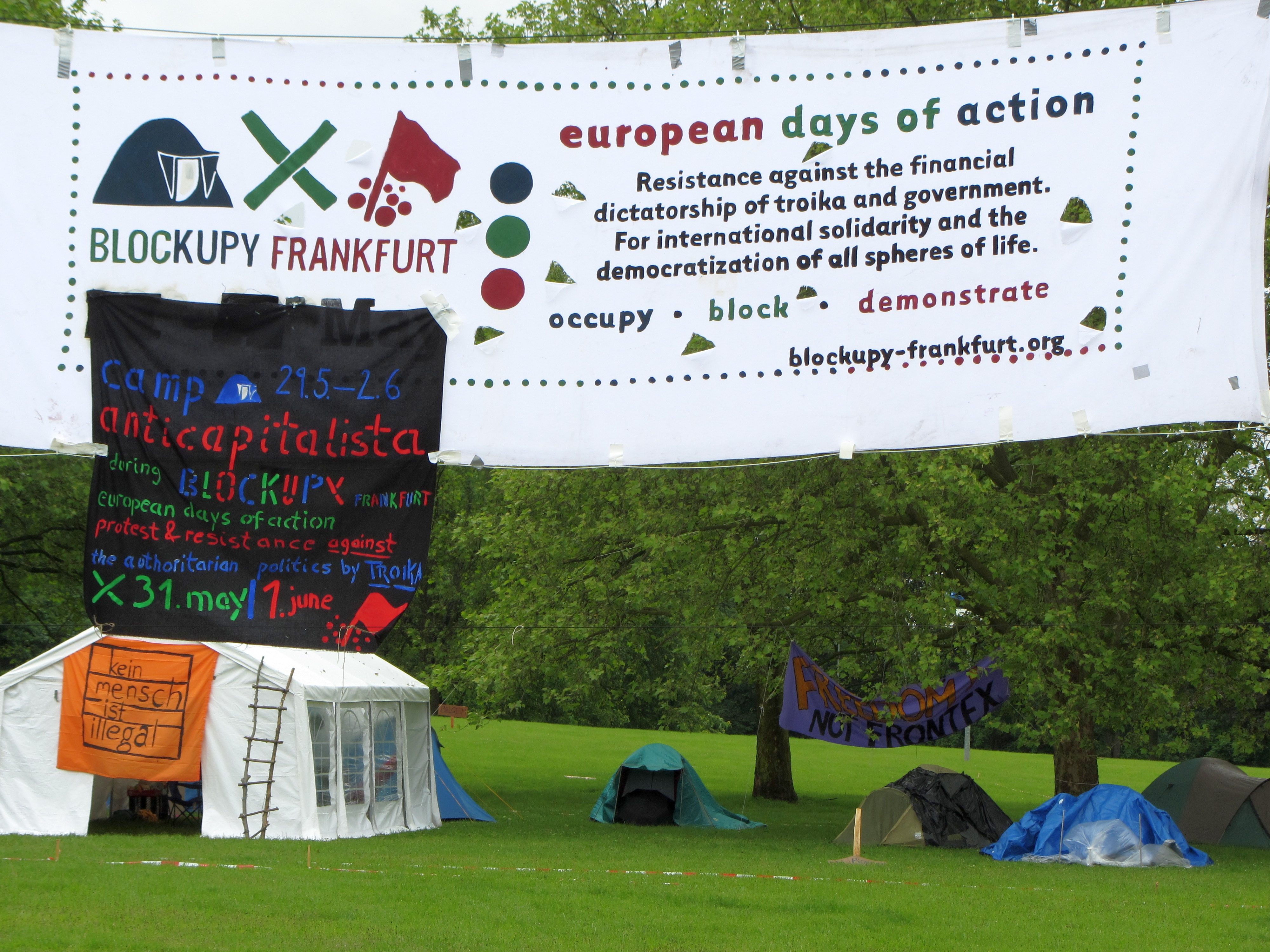
Aktionscamp in Frankfurt am Main, Rebstockgelände am 29. Mai 2013

Am 12. November 2011 bildeten Demonstranten unter Beteiligung der Occupy-Bewegung Menschenketten um das Berliner Reichstagsgebäude und das Frankfurter Bankenviertel. In Frankfurt nahmen bis zu 10.000, in Berlin bis zu 8.000 Menschen teil. Aufgerufen hatte ein Bündnis der Organisationen Attac, Campact und Naturfreunde zusammen mit 25 weiteren Organisationen. Vertreter der Occupy-Bewegung hielten auf der Berliner Abschlusskundgebung eine Rede, die zuvor mit Hilfe eines EtherPad in Gemeinschaftsarbeit geschrieben wurde.
Die deutsche Occupy-Bewegung unterstützte die Blockupy-Proteste in Frankfurt am Main im Mai 2012. Die Polizei räumte Mitte Mai vorübergehend das Frankfurter Zeltlager vor der EZB.
Im Juli 2012 bauten Occupy-Aktivisten, während der Kunstausstellung dOCUMENTA (13), vor dem Museum Fridericianum in Kassel eine Reihenhaus-Zeltstadt auf.
Ab November 2012 war Occupy Hamburg das letzte Camp in Deutschland.
Im Mai und Juni 2013 beteiligte sich Occupy an der Blockupy-Neuauflage und postierte diesmal ihre Zelte auf dem Gelände am Rebstockbad in Frankfurt.

## Rezeption in der deutschen Politik
In Deutschland riefen unter anderem das globalisierungskritische Netzwerk Attac und Politiker der Partei Die Linke, darunter Klaus Ernst, Sahra Wagenknecht und Oskar Lafontaine, zur Unterstützung der Proteste auf.
Politiker wie die Generalsekretärin der SPD und spätere Arbeitsministerin Andrea Nahles, der damalige Abgeordnete des Europäischen Parlamentes Sven Giegold, die ehemalige Fraktionsvorsitzende im Deutschen Bundestag, Renate Künast (beide Bündnis 90/Die Grünen) und der damalige Vorsitzende des Deutschen Gewerkschaftsbundes Michael Sommer (SPD) solidarisierten sich mit den Protesten.
Der deutsche Finanzminister Wolfgang Schäuble äußerte Verständnis für die Bewegung, er beobachte sie „mit großer Aufmerksamkeit“ und nehme die Proteste „sehr ernst“. Auch die Kanzlerin selbst äußerte „großes Verständnis“ für die Proteste. Die Zeit schrieb am 22. Oktober 2011: „Eine maximal breite Koalition scheint sich gebildet zu haben, die die Proteste, sei es aus echter Überzeugung oder taktischem Opportunismus, unterstützt.“
Joachim Gauck, späterer Bundespräsident und ehemaliger Bundesbeauftragte für Stasi-Unterlagen, nannte die aktuelle „Antikapitalismusdebatte“ (Süddeutsche) „unsäglich albern“. Der Traum von einer Welt, in der man sich der Bindung von Märkten entledigen könne, sei eine romantische Vorstellung. In Anspielung auf die Staatsbanken in der DDR stellte er in Frage, ob Einlagen sicherer seien, wenn die Finanzwirtschaft durch Politiker geführt werde.

## VermuteterZeitgeist-Einfluss und Vertretungsanspruch
Die taz warnte unter der Überschrift „Die dunkle Seite des Bankenprotests“ vor einer „Unterwanderung“ der Occupy-Bewegung durch eine „obskure US-Vereinigung“ namens Zeitgeist-Bewegung, dem ehemaligen „aktivistischen Arm“ des sogenannten Venus-Projekts. Nach Angaben eines der Occupy-Organisatoren, der selbst zu dieser Bewegung gehöre, seien rund 25 der Protestierenden in den Zelten vor der EZB Zeitgeist-Anhänger. Diese reagierten in Frankfurt „allergisch auf Parteien und Gewerkschaften“ und verböten, so die taz, im Camp deren Flaggen und Symbole. Die Zeitgeist-Bewegung glaube an „eindeutige, wissenschaftliche“ Antworten auf gesellschaftliche Fragen und stütze sich auf den „Guru“ Peter Joseph, der eine „obskure Mischung von Religionskritik, Esoterik und Verschwörungstheorien“ propagiere. Der Spiegel porträtierte den „Aktivisten“ Wolfram Siener, der in verschiedenen Medien als ein Sprecher der Occupy-Bewegung auftrat. Siener beziehe sich auf den zweiten und dritten von Josephs Zeitgeist-Filmen, in der die Geld- und Zinspolitik der USA kritisiert werde und die, so der Spiegel, „streckenweise in Verschwörungstheorien abdriften“. Knapp eine Woche später zog sich Siener wieder aus der Öffentlichkeit zurück und bezog im Dezember 2011 bei Facebook Position zu den Vorwürfen. Auf der Website von Occupy:Frankfurt wurde klargestellt, dass die Bewegung sich als Kollektiv verstehe und eine hierarchische Organisation ablehne; für Anfragen der Medien sei eine Gruppe von Sprechern zuständig. Occupy:Frankfurt veröffentlichte einen kritischen Podcast zur Zeitgeist-Bewegung.